# Charité
Charité – Universitätsmedizin Berlin er et universitetshospital beliggende i Tysklands hovedstad, Berlin. Hospitalet er tilknyttet de medicinske fakulteter ved Humboldt-Universität zu Berlin og Freie Universität Berlin, og hævder efter oprettelsen af sit fjerde campus i 2003 at være Europas største universitetshospital. Hospitalet blev grundlagt i 1710 og har i dag ry for at være blandt Europas førende inden for hjertetransplantationer. Det beskæftiger 10.400 ansatte, 8.000 studerende, 3.500 sengepladser og har en årlig omsætning på 1,8 mia. euro.

## Historie
Hospitalet blev etableret efter ordre fra Frederik 1. af Preussen nord for Berlins bymure. Byen var dengang ramt af en epidemi af byldepest, som allerede havde affolket store dele af Østpreussen. Da epidemien var ovre, behandlede hospitalet byens fattige. 9. januar 1727 gav Frederik Vilhelm 1. af Preussen hospitalet navnet Charité; fransk for barmhjertighed. Opførelsen af et anatomisk teater i 1713 markerede begyndelsen på hospitalets lægeuddannelse, der dengang blev drevet af Preußische Akademie der Wissenschaftens medicinske kollegium. I 1795 kom Pépinière-skolen til, som uddannede militærlæger. 
Efter grundlæggelsen af Universität zu Berlin (i dag Humboldt-Universität zu Berlin) i 1810, integrerede dekanen for det medicinske fakulutet Christoph Wilhelm Hufeland i 1828 hospitalet som universitetshospital. Efter Berlins deling i 1949 fungerede Charités Campus Mitte som det primære hospital for Østberlin og var tilknyttet Humboldt Universität, mens Freie Universität opførte Campus Benjamin Franklin i bydelen Steglitz i 1968. I 1986 blev Städtische Rudolf-Virchow-Krankenhaus til det andet universitetshospital for Freie Universität. I 2003, hvor Berlin for længst var genforenet, fusionerede de tre universitetshospitaler til én organisatorisk enhed med tre fysiske placeringer.
I dag består hospitalet af fire campusser:
- Charité Campus Mitte (CCM) i Mitte
- Campus Benjamin Franklin (CBF) i Lichterfelde (tidligere Klinikum Steglitz)
- Campus Virchow Klinikum (CVK) i Wedding
- Campus Berlin Buch (CBB) i Buch